# Recensement de la Grèce de 1907
Le recensement de la population de 1907 (en grec moderne : Ελληνική απογραφή του 1907), est le vingtième recensement officiel du royaume de Grèce, réalisé le 27 octobre 1907. La population totale du pays s’élève à 2 631 952 habitants. La superficie totale du royaume, au moment du recensement, est de 63 211 km2, tandis que la densité de population est de 42 habitants par kilomètre carré. La population a augmenté de 198 146 habitants par rapport au recensement précédent de 1896. Selon le recensement, seulement 16,4 % de la population est urbaine, 12,5 % de la population totale est classée comme semi-urbaine, tandis que 71,1 % est une population rurale. La seule différence est que dans le recensement de 1907, deux questions supplémentaires ont été ajoutées, l'une concernant la langue des personnes recensées et l'autre concernant un éventuel handicap. Le formulaire comprend également une question sur la religion. Il inclut également les expatriés. 
Des préparatifs spéciaux ont été faits pour le recensement de la capitale. Athènes est divisée en seize districts de recensement, chacun d'entre eux étant à son tour divisé en divisions de recensement, soit 532 au total. Les autres agglomérations autour de la ville d'Athènes constituent un seul district, le dix-septième, dont le directeur de la direction de la police de l'Attique est nommé chef. Le Pirée est divisé en six districts de recensement, tandis que le port constitue un district distinct. Les districts sont à leur tour divisés en divisions de recensement, qui sont au nombre de 115 au total. 

## Composition géographique et division administrative du Royaume
Au moment du recensement, la Grèce se compose des zones géographiques suivantes : Grèce-Centrale, Péloponnèse, Cyclades, Îles Ioniennes, Thessalie et une partie de l'Épire, Árta (el). Toutefois, sur le plan administratif, le territoire total est divisé en 26 préfectures, 69 districts et 445 municipalités, conformément à la division administrative de la Grèce de 1899.

## Population par zone géographique
| Ordre | Région                  | Population |
| ----- | ----------------------- | ---------- |
| 1     | Péloponnèse             | 907 103    |
| 2     | Grèce-Centrale et Eubée | 852 020    |
| 3     | Thessalie et Árta (el)  | 425 055    |
| 4     | Sept-Îles               | 267 596    |
| 5     | Cyclades                | 130 378    |
| 6     | Îles Égéennes           | 49 800     |
|       | Total Grèce             | 2 631 952  |